# Otto Greiner

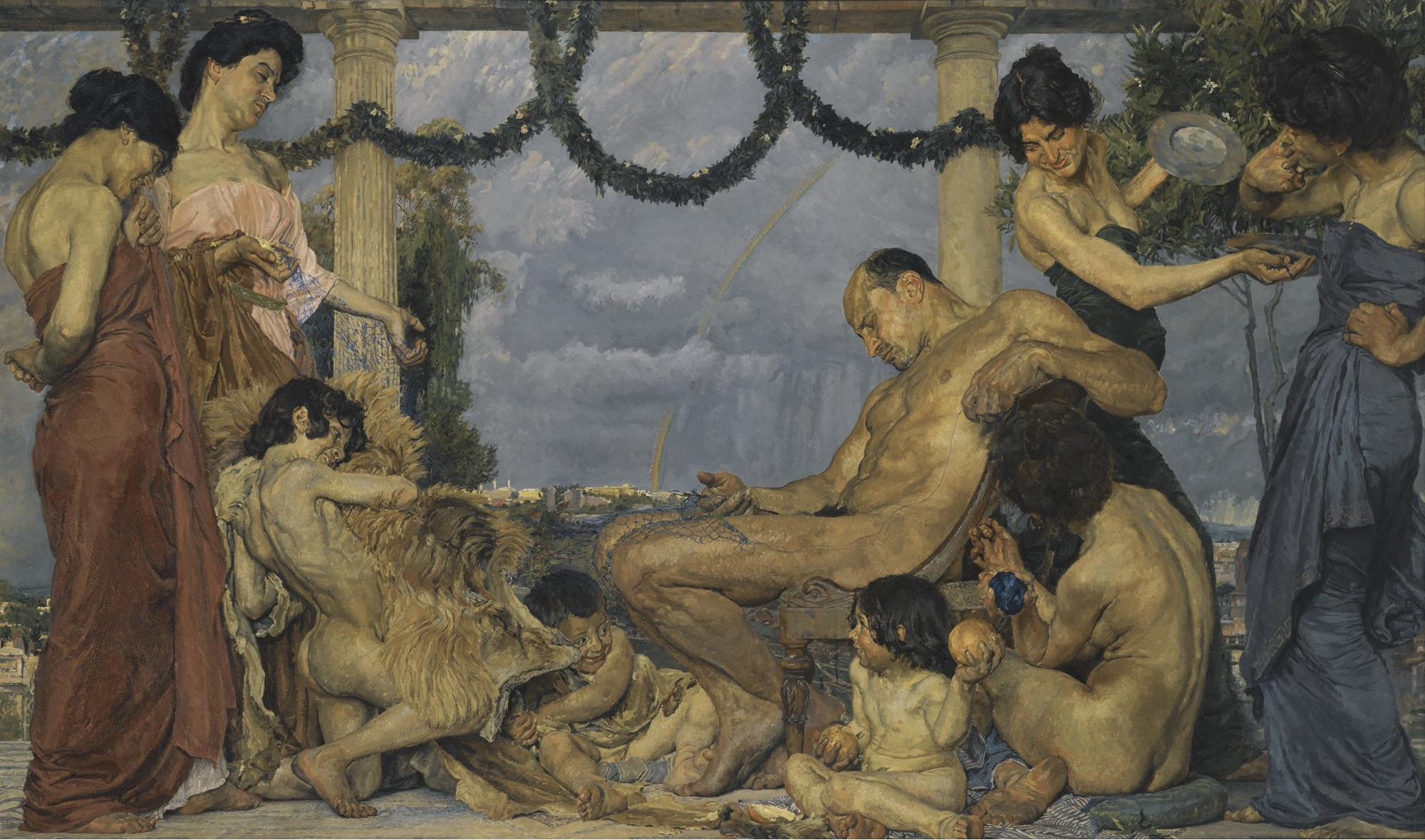
Hércules en Onfalia (1905), Staatsgalerie, Stuttgart

Otto Greiner (Leipzig, 16 de diciembre de 1869-Múnich, 24 de septiembre de 1916) fue un pintor, grabador y dibujante simbolista alemán. 

## Biografía
Estudió en la Academia de Bellas Artes de Múnich. Aunque recibió una formación académica, en una estancia en Italia conoció a Max Klinger, cuya obra le influyó notablemente y le encauzó hacia el simbolismo. Residió en Roma entre 1898 y 1915. Su estilo se caracteriza por la sensualidad y el refinamiento, con bastante cercanía al gusto burgués de la época, y con una especial inventiva en su vertiente simbólica y alegórica.
La mayoría de sus obras se conservan en el Museo de Artes Gráficas de Leipzig.